# Graviton
En graviton er en hypotetisk elementarpartikel, der formidler rumtidskrumnings-"pakke" og/eller gravitationsfelts-"pakke".
 
Partiklen er ikke påvist eksperimentelt, men det forventes at den vil skulle indgå i en kommende kvantegravitationsteori, hvor kvantefysik og relativitetsteori smelter sammen. 
Kvantegravitation er nødvendig for at beskrive fysiske systemer med så ekstreme temperaturer, at tyngdekraften får kvanteegenskaber. Ved de temperaturer, der optræder i universet i dag, kan tyngdekraften beskrives ved hjælp af relativitetsteorien.